# 真夜中的Kiss
《真夜中的Kiss》是日本漫畫家持田秋的一部作品。於集英社的漫畫雜誌《りぼん》2007年4月號開始連載。

## 故事簡介
因為父親突如其來的過世，使得野乃得每天為家中的事物煩惱……不過，有一天，野乃的母親要跟知名的一條財團的社長結婚了，突然變成千金踏入上流社會的野乃，將遭到一連串的波折……

## 登場角色

### 主要角色
一条 野乃（名取 野乃）
女主角。立志成為史上最棒的淑女的溫柔女孩，是個非常認真努力的人。
一条 和臣
男主角。一条家的繼承人。難以捉摸的冷酷男。

### 一条、名取家
一条 隼人
和臣的父親。野乃的義父。一条財團的社長。
一条 彩（名取 彩）
野乃的母親。隼人的再婚妻子。
一条 拓海（名取 拓海）
野乃的弟弟。
一条 十和子
和臣的奶奶。認同野乃。
一条 百合子
一条家的第一代夫人，傳說中的『女王』。十和子的母親。跟野乃一樣，也是出身於平凡家庭。
名取 榮一
野乃的父親。一年前過世了。

### 其他角色
落合 成實
一条家的僱傭。和野乃關係要好。
三枝 亞珠
三枝財團的千金。喜歡和臣。常與野乃為敵。
四方 樹里
四方家的長男。天生體質虛弱，因此非常自卑，不過被野乃幫助了。
四方 依知瑠
樹里的妹妹。
津田 克也
和臣的朋友。
小芊
野乃養的小貓咪。

## 漫畫
| 卷數 | 集英社                               | 尖端出版      |
| ---- | ------------------------------------ | ------------- |
| 1    | 2007年9月14日 ISBN 978-4-08-856772-3 | 2009年6月20日 |
| 1    | 收錄1 - 5話。                        |               |
| 2    | 2008年1月15日 ISBN 978-4-08-856794-5 | 2009年6月20日 |
| 2    | 收錄6 - 9話。                        |               |

- 台灣尖端出版是1、2集同步上市。

## 各話標題
| 話數   | [ 1 ]              |
| ------ | ------------------ |
| step.1 | 意外邂逅           |
| step.2 | 晚春大吉嶺         |
| step.3 | 待琢磨之鑚         |
| step.4 | 茱麗葉             |
| step.5 | 檸檬樹             |
| step.6 | 無法忘懷I Love You |
| step.7 | 百萬美金的夜景中   |
| step.8 | 左手               |
| step.9 | 最後的舞台         |

- 每一話的單位以『step』來表示。

## 外部連結
1. りぼん的官方網頁（日文） （页面存档备份，存于）